# Allersdorf (Abensberg)
Allersdorf ist ein Ortsteil der Stadt Abensberg im niederbayerischen Landkreis Kelheim.

## Lage
Der Weiler Allersdorf liegt etwa einen Kilometer südlich von Abensberg. Durch ein Siedlungsgebiet ist er heute mit Abensberg verbunden. Die Wallfahrtskirche steht etwas östlich davon auf dem Frauenberg an der Abens in der Nähe der B 16.

## Geschichte
Die erste Kirche in Allersdorf errichtete Berta Gräfin von Biburg, die Gründerin von Kloster Biburg, um das Jahr 1100. Diese Kirche wurde von den Benediktinern des  Klosters Biburg betreut. Mit dem Kloster Biburg kam 1589 auch die Wallfahrtskirche Allersdorf an das Jesuitenkolleg Ingolstadt. Die alte Kirche wurde um 1600 bis auf den Turm abgerissen und an ihrer Stelle die jetzige stattliche Wallfahrtskirche erbaut. Im 18. Jahrhundert war die Wallfahrt nach Allersdorf sehr beliebt, wie Mirakelbücher aus den Jahren 1717 und 1764 beweisen. 
Heute findet noch jährlich im Marienmonat Mai der Bittgang der Pfarrei Abensberg nach Allersdorf statt. Der Kirchweiler Allersdorf hat sich zu einer Wohnsiedlung im Süden der Stadt Abensberg entwickelt.

## Baudenkmäler
Siehe auch: Liste der Baudenkmäler in Allersdorf
- Wallfahrtskirche Mariä Himmelfahrt. Die kreuzförmige Kirche hat einen spätromanischen Turm aus der ersten Hälfte des 13. Jahrhunderts. Schiff und Chor entstanden ab 1712. Das Innere enthält Stuckarbeiten von Josef Bader aus dem Jahr 1715. Das Deckengemälde ist eine Verherrlichung der Unbefleckten Empfängnis. Die Ausstattung stammt im Wesentlichen aus dem 18. Jahrhundert. Das Gnadenbild in der Mitte des Hochaltares von 1757 ist eine meterhohe steinerne Statue von Maria mit dem Kinde von etwa 1510 bis 1520.
- Unterhalb der Kirche befinden sich zehn Kapellen von 1712. Die darin enthaltenen Holzfiguren wurden gegen Ende des 20. Jahrhunderts wegen Diebstahlgefahr entfernt.
- Wallfahrtspriesterhaus aus der zweiten Hälfte des 19. Jahrhunderts